# Francis Adams
Pour les articles homonymes, voir Adams.
Francis Adams, né en 1796 et mort le 26 février 1861, est un médecin écossais de Banchory, connu pour ses traductions en anglais d'ouvrages médicaux anciens en grec, latin et arabe.
Issu du monde agricole et autodidacte, il fut notamment traducteur d'Hippocrate avec The Genuine Works of Hippocrates en 1849, ainsi que de Paul d'Égine et d'Arétée de Cappadoce.